# Diluvio universale (singolo)
Diluvio universale è un singolo degli Stadio, pubblicato dalla EMI Italiana nel 2009, estratto dall'omonimo album Diluvio universale (2009).

## Il brano
È stato reso disponibile in radio e per il download digitale dal 18 settembre 2009.

## Il video
È stato pubblicato in anteprima su YouTube il 14 settembre, quindi in televisione dal 21.

## Tracce
Tra parentesi gli autori del testo e compositori della musica.
1. Diluvio universale – 4:38 (Vasco Rossi, Alessandro Magri, Saverio Grandi, Gaetano Curreri)

## Formazione
- Gaetano Curreri - voce, cori
- Andrea Fornili - chitarre, tastiere, programmazione
- Roberto Drovandi - basso elettrico
- Giovanni Pezzoli - batteria